# Primula glaucescens
Primula glaucescens es una especie perteneciente a la familia de las primuláceas.

## Descripción
Es una planta perenne, que alcanza un tamaño de entre 5 y 15 centímetros de altura. La planta es completamente calva. Las hojas son basales, lanceoladas, agudas, enteras, brillantes, de color verde mar, de 8 cm de largo y hasta 2 cm de ancho. El margen de la hoja es cartilaginoso, glabro y doblado hacia arriba cuando jóvenes.
El vástago es significativamente más largo que las hojas. La inflorescencia en forma de umbela. Las brácteas son de 5 a 20 milímetros de largo y angosto-lanceoladas.  La corola es de color rosa, morado o púrpura claro  y de 20 a 30 milímetros de ancho. El período de floración se extiende de mayo a julio.

## Distribución
Esta especie se encuentra en los Alpes. Es antes a después Judicaria del lago de Como en los Alpes de Bergamo. Es montano, subalpino que se encuentra en el césped y rocas a la sombra en la piedra caliza en altitudes 500-2400 m.

## Taxonomía
Primula glaucescens fue descrita por Giuseppe Moretti y publicado en Giorn. Fis. II, 5: 249 1822.
Etimología
Primula: nombre genérico que proviene del latín primus o primulus = "primero", y refiriéndose a su temprana floración. En la época medieval, la margarita fue llamada primula veris o "primogénita de primavera".
glaucescens: epíteto latino que significa "glauca".
Sinonimia
- Auricula-ursi glaucescens (Moretti) Soják	[3]